# Heinz Ehlers
Heinz Ehlers, född 25 januari 1966 i Ålborg, är en dansk ishockeytränare och före detta ishockeyspelare. Han var förbundskapten för danska herrlandslaget 2018-2023.
Han spelade under sin karriär i totalt 7 ishockeyklubbar däribland Leksands IF, AIK och Rögle BK.
Matcher i det danska landslaget: 110 A, 50 Junior.
Heinz Ehlers var den store playmakern och speldirigenten när Rögle gick upp i Elitserien 1991-92 och höll sig kvar 1992-93.
Han är far till ishockeyspelaren Nikolaj Ehlers som spelar för Winnipeg Jets i National Hockey League (NHL).